# Simone Walraven
Simone (Siepie) Walraven (Amsterdam, 9 september 1966) is een Nederlandse radio- en televisiepresentatrice, actrice en filmmaakster. Ze werd in de jaren tachtig bij het publieke Veronica bekend van o.a. haar radioprogramma op de befaamde volle vrijdag op Radio 3 en  Oh, wat een nacht, het popprogramma op televisie Countdown en de film Donna Donna.

## Biografie
Ze groeide op in de Amsterdamse Vondelparkbuurt en ging op het Hervormd Lyceum Zuid naar school.
Op vijftienjarige leeftijd begon Walraven haar carrière in de journalistiek en muziek als nieuwslezeres en dj bij de populaire doch illegale Amsterdamse piraat, Radio Decibel aan de Da Costakade. Onder het pseudoniem (benodigd in verband met de illegaliteit) "Siepie Dubrowski" maakte ze onderdeel uit van een diverse groep toekomstige Nederlandse mediapersoonlijkheden, onder wie Jeroen van Inkel en Adam Curry. Het pseudoniem kwam naar aanleiding van het Teletekstbericht omtrent vluchtelingen uit Joegoslavië met daarin genoemd de stad Dubrovnik.

### Veronica
Na het behalen van haar atheneumdiploma in 1984 werd Walraven uitgenodigd door Veronica om het informatieve radioprogramma Club Veronica Trend te produceren en presenteren.
In 1985 volgde Walraven diverse cursussen aan de Media Academie in Hilversum om haar radio- en televisie-vaardigheden verder te ontwikkelen. Later dat jaar maakte ze haar debuut als tv-presentatrice met Veronica's Schoolplein, een programma voor en door middelbare scholieren. Zij presenteerde het programma samen met Alfred Lagarde.
In 1986 verzorgde Walraven samen met Rob Stenders en Alfred Lagarde de nachtprogramma's voor Europa Radio, een tiendaagse live-uitzending vanaf de Firato in Amsterdam. Ook maakte ze iedere vrijdagnacht op Radio 2 tussen 2:00 en 6:00 uur het radioprogramma Oh, wat een nacht. Op televisie werd Walraven gastpresentatrice van het succesvolle muziekprogramma Countdown, dat gepresenteerd werd door haar voormalige Decibel-collega, Adam Curry.
Eind oktober 1987 vertrok Curry naar de Verenigde Staten om als presentator bij MTV te gaan werken. Walraven volgde hem bij Veronica op als eerste vrouwelijke presentatrice van Countdown, ook wel bekend als Europe's #1 Rock Show. Ze interviewde talloze artiesten, waaronder Paul McCartney, George Harrison, Sting, George Michael, Annie Lennox, Quincy Jones en UB40. Tevens presenteerde ze vijf wekelijkse afleveringen van de Engelstalige editie van Countdown voor Europa Televisie, wat uitgezonden werd in diverse landen in Europa en Azië voor een publiek van rond de 15 miljoen kijkers.
Walraven bleef dicht bij haar radiowortels en presenteerde als opvolgster van Adam Curry vanaf 23 oktober 1987 elke vrijdag tussen 11:00 en 12:00 uur voor Veronica op Radio 3 haar radioprogramma "Simone Walraven".
Naast haar carrière in de entertainmentwereld schreef Walraven maandelijkse artikelen en columns voor de officiële Club Veronica- en Countdown-magazines.
Samen met Jeroen van Inkel en Erik de Zwart presenteerde ze in 1987 en 1988 de live televisie-uitzending van Veronica's Muziekdag.

### Film en muziek
In 1987 debuteerde Walraven als filmactrice met de vrouwelijke hoofdrol in de Nederlandse komedie Donna Donna.
Per 1 september 1988 koos Walraven voor een leven buiten de schijnwerpers om zich te kunnen wijden aan persoonlijke projecten en vertrok bij Veronica. In 1989 reisde ze naar Rwanda in Afrika om een documentaire te presenteren voor UNICEF, Water in de Derde Wereld, die werd uitgezonden door de AVRO. Tevens werkte ze als achtergrondzangeres en muze samen met haar toekomstige man, Johnny Hates Jazz-singer/songwriter Clark Datchler, op zijn eerste soloalbum Raindance. Het album werd opgenomen in studio's in Hilversum, Londen, Oxford, Milaan en Los Angeles, met medewerking van o.a. Nathan East, John J.R. Robinson, Paulinho da Costa, Candy Dulfer en Dave Gregory (XTC). De productie was in handen van Humberto Gatica.
Walravens ervaringen in Afrika beïnvloedden haar besluit om een hogere opleiding te gaan volgen. Ze ging geschiedenis studeren aan de Vrije Universiteit in Amsterdam en volgde een basiscursus aan de Kleine Akademie, met een focus op tekenen en fotografie. 
In 1990 trouwde ze met Clark Datchler en werd al snel moeder. Tevens startte ze samen met haar man een onafhankelijke muziekproductiemaatschappij. Walraven fungeerde sindsdien als executive producer op Clarks talloze muzikale projecten in Groot-Brittannië, Ierland en Noord-Amerika, met medewerking van o.a. Rupert Hine, Stephen W Tayler, Phil Gould (Level 42), David Rhodes (gitarist van Peter Gabriel), James McNally (Afro Celt Sound System), Hugh Marsh (bekend van Loreena McKennit), Phil Beer (Show of Hands) en Joji Hirota.
Tijdens het reizen raakte Walraven geïnspireerd door haar studies over geschiedenis, filosofie en verschillende wereldculturen. Ze ontwikkelde zich tot filmmaakster en documenteerde de opnames van Clarks vierde soloalbum Tomorrow in hun compleet op zonne-energie draaiende muziekstudio in Amerika. In de zomer van 2008 creëerde Walraven de online mini-documentaire The Unknown Poet, over het verborgen poëtische genie van een Londense taxichauffeur. In augustus 2008 werden haar video's over Clarks milieunummers Tomorrow en Power vertoond tijdens de Clean Tech Media Awards in Berlijn.

### KX Radio, Edison Pop en Popstars
In februari 2009 ontving Walraven een uitnodiging van haar ex-collega Rob Stenders om een muziekprogramma te maken voor zijn internetstation, KX Radio. Vanuit een mobiele radiostudio presenteert Walraven sindsdien van waar ook ter wereld de wekelijkse show ConneKXions, iedere vrijdagochtend van 11 tot 12.
Eind 2009 kwam het huwelijk van Walraven en Clark Datchler ten einde en zijn ze als vrienden uit elkaar gegaan. In 2023 zijn ze nog steeds vrienden aldus Het Parool (25 februari 2023).
Walraven presenteerde in 2009 de uitreiking van de Edison Pop in het World Trade Center in Rotterdam en het overhandigen van AVRO's Gouden RadioRing in Theater Carré in Amsterdam. Anno 2010 zet Walraven haar werk als onafhankelijke media professional voort in Europa en Noord-Amerika. Ook maakte ze in 2010 samen met Marc-Marie Huijbregts, Henkjan Smits en Maurice Wijnen deel uit van de jury van de talentenjacht Popstars.

### NPO Radio 2
Op 2 augustus 2013 werd door de NPO bekendgemaakt dat Walraven terugkeert op de radio en bij de publieke omroep. Voor AVROTROS presenteert ze elke week in de nacht van vrijdag op zaterdag een nachtprogramma van 02:00 tot 04:00 uur op NPO Radio 2, met de titel Simone's Songlines.
In de nacht van 23 op 24 december 2022 presenteerde Simone Walraven voor de laatste keer Simone's Songlines op NPO Radio 2. Per 1 januari 2023 stapt Simone over van NPO Radio 2 en AVROTROS naar Omroep Max en NPO Radio 5. Ze werd door Daniël Dekker gevraagd aan een nieuw programma te beginnen: De avondstart. Het programma is wekelijks te beluisteren op NPO Radio 5, maandag tot en met donderdag van 18 tot 20 uur. 
Huidige: · Annemieke Schollaardt · Bart Arens · Carolien Borgers · Evelien de Bruijn · Corné Klijn · Daniël Lippens · Desiree van der Heiden · Dolf Jansen · Eddy Keur · Emmely de Wilt · Evert Duipmans · Jan-Willem Roodbeen · Jeroen Kijk in de Vegte · Jeroen van Inkel · Leo Blokhuis · Martine ten Klooster · Morad El Ouakili · Paul Rabbering · Ruud de Wild · Shay Kreuger ·Tannaz Hajeby · Thomas Hekker · Willemijn Veenhoven
Voormalige: Alfred van de Wege · Andrew Makkinga · Bert Haandrikman · Bert Kranenbarg · Cees van Zijtveld · Cielke Sijben · Daniël Dekker · Edwin Diergaarde · Felix Meurders · Ferry Maat · Frank du Mosch · Frits Sissing · Frits Spits · Gerard Ekdom · Giel Beelen · Gijs Staverman · Hans Schiffers · Henk van Steeg · Jan Paul Grootentraast · Jasper de Vries · Jeanne Kooijmans · Jeroen Mulder · Jetske van Staa · Jurgen van den Berg · Karel van Cooten · Kasper Kooij · Kimberley Dekker · Malou Holshuijsen · Marc Adriani · Marisa Heutink · Mart Smeets · Miranda van Holland · One'sy Muller · Peter Schuiten · Peter van Bruggen · Rick van Velthuysen · Rob Stenders · Roeland van Zeijst · Ron Stoeltie · Rutger Radstaake · Ruud Hermans · Sander de Heer · Sander Guis · Sara Kroos · Simone Walraven · Ted de Braak · Thijs Maalderink · Thomas van Vliet · Timur Perlin · Toine van Peperstraten · Tom Mulder · Will Luikinga · Yora Rienstra· Wouter van der Goes· Frank van 't Hof · Stefan Stasse  ·